# نوار خدمت
نوار خدمت یا روبان خدمت یا نشانه‌نما به نوارهای پارچه‌ایِ کوچکی گفته می‌شود که معمولاً بر محلِ نشان در لباس‌های دربردارندهٔ نشان‌های نظامی یا در دکوراسیون نظامی افراد مورد استفاده قرار می‌گیرند.

## نمونه‌ها

### استرالیا
روبان‌های خدمت مربوط به کیت پین
|  |
|  |
|  |
|  |
|  |
|  |

روبان‌های مربوط به ارتشبد پیتر کازگرو
|  |
|  |
|  |
|  |
|  |
|  |

### چین
روبان‌های مربوط به چو ته

### دانمارک
روبان‌های مربوط به ژنرال هانس جسپر هلسو وزیر دفاع سابق دانمارک
|  |
|  |
|  |

### اکوادور
روبان‌های مربوط به ژنرال کل ارتش اکوادور پاکو مونکایو

### آلمان نازی
روبان‌های مربوط به فیلد مارشال ویلهلم کایتل

### بریتانیا
روبان‌های دریاسالار لوئیس مونتباتن

### ایالات متحده آمریکا
روبان‌های ژنرال جورج پتن